# Landsat 1
A Landsat 1, korábban ERTS 1 (Earth Resources Technology Satellite) amerikai földfigyelő műhold, a Landsat program első műholdja. A NIMBUS–4 meteorológia műholdon alapul, annak módosított változata. 1972. július 23-án indították. Ezzel a műholddal vált lehetővé, hogy a Föld felszínéről folyamatosan rendelkezésre álljanak globális távérzékelési adatok. A műhold televíziós képet és multispektrális felvételeket biztosított a földfelszínről.

## Története
A műholdat  a NASA fejlesztette ki és a General Electric Valley Forge-i űrkutatási részlege készítette. A műholdat 1972. július 23-án indították a Vandenberg légitámaszpont LC–2W jelű indítóállásából egy Thor–Delta 900 (574/D89) hordozórakétával. A műhold keringési ideje 103,3 perces. A műholdpálya közel poláris, a pályasík hajlásszöge 99,1°-os. Az alacsony Föld körüli pálya kis excentricitású, közel kör alakú ellipszis pálya, melynek perigeuma 903 km, apogeuma 921 km volt. Az Egyesült Államok Belügyminisztériuma és a US Geological Survey (USGS) üzemeltette.
A műholdat 1978. január 6-án kikapcsolták, miután a pálya precessziója miatt több időt töltött a napsugárzásban, emiatt túlmelegedett. A légkörbe történő belépésének ideje ismeretlen.

## Műszaki jellemzői
A műhold tömege 953 kg, ebből a műszerek tömege 150 kg. A kamerákat összefogó test egy alacsony henger (átmérője 1,6 méter), melyre kúpos csővázon (legnagyobb magassága 3,1 méter) helyezték el a napelemeket. Ezek fesztávolsága 3,4 méter. A működést biztosító berendezéseket, üzemanyagtartályt, antennákat, a telemetria (azonnali, illetve mágnesszalagról biztosított képtovábbítás) berendezést, a helyzetstabilizáló egységet. A műhold háromtengelyesen stabilizált, a stabilizálást pörgettyűvel oldották meg. A pályakorrekcióhoz három, hidrazinnal üzemelő korrekciós hajtóművel rendelkezett. Energiaellátását napelemek biztosították, az űreszközhöz elfordítható tengelyen rögzítették a két napelemtáblát. Földárnyékban az energiaellátást nikkel-kadmium akkumulátorokkal oldották meg.

## Szenzorok
A műhold fő műszere az MSS multispektrális szkenner, amely az elektromágneses spektrum négy tartományát – a látható fény tartományában a kék (0,5–0,6 µm), zöld (0,6–0,7 µm) és narancssárga-piros (0,7–0,8 µm) színt, valamint a közeli infravörös tartományt (0,8–1,1 µm) – érzékeli. Az MSS optomechanikai elven működő eszköz, a keresztirányú nyalábeltérítést forgó tükör biztosította. A keresztirányú pásztázó nyaláb előremozgásból adódó torzulását kompenzációs tükörrendszer küszöbölték ki. Az érzékelőbe jutó elektromágneses sugárnyalábot prizmával bontották fel és az egyes sávokat színszűrők mögött elhelyezett CCD-k érzékelték. Mindegyik sávhoz hat érzékelő tartozott, így egy keresztirányú pásztázással hat sort tapogatott le. Az MSS terepi felbontása 68×83 m. Ezt a felbontást a nyers adatok feldolgozása során 57–60 m-esre módosították. Ezt az tette lehetővé. hogy a sorok között átfedések voltak. Az MSS 185 km széles sávot pásztázott. A nyers adatokból 185×185 km-t lefedő képeket készítettek. Az MSS radiometriai felbontása 6 bites, azaz a műszer 64 különböző intenzitásértéket érzékelhetett. A műholdképek azonosítására a Landsat programhoz kidolgozták a  Worldwide Reference System (WRS) koordináta-rendszert.
A műholdat emellett felszerelték még egy RBV (Return Beam Vidicon, magyarul: visszatérő sugárnyalábú vidikon) kamerával is. Az RBV három vidikonnal rendelkezett, amelyek a látható tartomány zöld, piros és közeli infravörös sávját érzékelték. Az egyes spektrális sávok szerinti elkülönítést a vidikonok optikájára szerelt szűrők biztosították. Az RBV által szolgáltatott képeket elsősorban meteorológiai célokra használták fel. Az RBV azonban nem vált be, két heti üzemelés után műszaki hiba miatt 1972. augusztus 5. után használhatatlanná vált. Annak ellenére, hogy a Landsat műholdak fő szenzorának eredetileg az RBV-t szánták és az MSS csak kiegészítő, kísérleti műszerként került a műholdra, a későbbi Landsat műholdak fő műszerévé a multispektrális letapogatók váltak és a Landsat 3-as műhold után az RBV-t már elhagyták.
A szenzorok időbeli felbontása 18 nap, ami azt jelenti, hogy a műhold 18 naponként halad el a Föld azonos pontjai fölött. Ennek biztosítására a műhold napszinkron pályán mozgott.
Az érzékelők által gyűjtött adatokat a műhold a telemetriai rendszerén keresztül a földi állomásokra sugározta. Amikor a műhold a földi állomások vételkörzetén kívül volt, az adatokat mágnesszalagos adatrögzítő mentette, majd a vételkörzetbe érve a műhold lesugározta a földi állomásokra.